# Кубок Бразилии по футболу
Кубок Бразилии по футболу (порт. Copa do Brasil de Futebol) — ежегодное соревнование для профессиональных футбольных клубов, проводимое Бразильской конфедерацией футбола. Победитель кубка получает право выступить в Кубке Либертадорес. При этом клубы, участвующие в Кубке Либертадорес в том же году, попадают напрямую в 1/8 финала турнира.

## Участники
В розыгрыше Кубка принимают участие 87 клубов, из которых 71 отбирается через чемпионаты штатов, 10 — через национальный рейтинг клубов, а ещё 6 представляют Бразилию в Кубке Либертадорес в год проведения турнира, при этом они начинают его со стадии 1/8 финала. Также немаловажное значение при определении участников имеют рейтинги, разработанные КБФ:
1. Рейтинг клубов Бразилии
2. Рейтинг штатов Бразилии

Очки клубам начисляются за итоговое место в трёх дивизионах чемпионата страны. По системе, действующей с 2013 года, чемпион Бразилии по итогам года получает 8000 очков от КБФ в свой рейтинг, вице-чемпион — 80 % от очков чемпиона, третья команда — 75 % и так далее, вплоть до 51 очка командам, занявшим в Серии D место ниже 22-го.
За участие в Кубке же очки, в зависимости от достигнутой стадии, начисляются следующим образом:
| Стадия                | Количество очков |
| --------------------- | ---------------- |
| Финал                 | 600              |
| Полуфинал             | 480 (80 %)       |
| Четвертьфинал         | 450 (75 %)       |
| 1/8 финала            | 400 (66 %)       |
| Третий раунд          | 200 (33 %)       |
| Второй раунд          | 100 (16 %)       |
| Первый раунд          | 50 (8 %)         |
| Предварительный раунд | 25 (4 %)         |

Таким образом, составляется рейтинг клубов. Рейтинг же штатов составляется путём простого суммирования всех рейтингов клубов конкретных штатов.
За многие годы система рейтингов клубов и штатов лишь подтвердила очевидное — в Бразилии существует группа команд-титанов, в основном представляющих 4 самых сильных штата. Есть команды и штаты, активно борющиеся за попадание в элиту.
Команды начинают борьбу с предварительного раунда. В двух последних розыгрышах в нём участвуют клубы, занявшие 2-е места (либо получившие место в Кубке в качестве 2-й команды) в чемпионатах штатов Акри и Эспириту-Санту. Победитель отправляется в первый раунд, где присоединяется ещё к 79 командам.
Со стадии 1/8 финала в борьбу вступают 6 клубов-участников Кубка Либертадорес того же года, к которым присоединяются 10 победителей третьего этапа.

### Делегирование клубов в Кубок по штатам
По положению штатов в рейтинге КБФ на 8 декабря 2023 года.
| Группа | Штаты                                                                                           | Клубов |
| ------ | ----------------------------------------------------------------------------------------------- | ------ |
| 1)     | Сан-Паулу, Рио-де-Жанейро                                                                       | 5      |
| 2)     | Минас-Жерайс, Риу-Гранди-ду-Сул, Парана                                                         | 4      |
| 3)     | Сеара, Гояс, Санта-Катарина, Баия, Пернамбуку, Алагоас, Мату-Гросу, Пара, Мараньян              | 3      |
| 4)     | Риу-Гранди-ду-Норти, Параиба, Амазонас, Сержипи, Пиауи, Федеральный округ, Эспириту-Санту, Акри | 2      |
| 5)     | Токантинс, Рорайма, Мату-Гросу-ду-Сул, Рондония, Амапа                                          | 1      |

При этом число представителей от одного штата может быть и больше за счёт дополнительного привлечения 10 лучших команд в рейтинге КБФ и участников Кубка Либертадорес. Так, в 2013 году штат Сан-Паулу представляли на различных стадиях 12 команд: 5 попали по результатам выступления в Лиге Паулиста 2012, ещё 5 оказались в числе 10 лучших в рейтинге КБФ и ещё 2 («Коринтианс» и «Палмейрас») — представляли Бразилию в Кубке Либертадорес 2013.

## Система розыгрыша
Все 64 клуба начинают участие со стадии 1/32 финала. Все стадии турнира, включая финал, проходят в 2 матча (дома-гости).

## Taça Brasil
В истории турнира выделяются 2 этапа. С 1959 по 1968 год в Бразилии проводился турнир, который назывался Taça Brasil (Трофей Бразилии, или Чаша Бразилии). Это был первый общенациональный бразильский турнир — до того существовали лишь чемпионаты штатов и региональный соревнования (Кубок Рио-Сан-Паулу). Победитель Чаши Бразилии представлял Бразилию в Кубке Либертадорес и в самой Бразилии этот турнир иногда отождествляют с чемпионатом страны, который появился лишь в 1971 году. После упразднения Чаши Бразилии путёвка в Кубок Либертадорес выявлялась через Кубок Робертао, а с 1971 года — через единый официальный чемпионат Бразилии.
В конце 2010 года КБФ приняла революционное решение. Главная футбольная организация страны приравняла старый Кубок Бразилии (Чаша Бразилии, или Трофей Бразилии) и Кубок Робертао к титулам чемпиона страны. Таким образом, самыми титулованными клубами страны с точки зрения побед в единых общебразильских турнирах стали «Сантос» (выигравший во времена Пеле 5 подряд Кубков Бразилии и один Кубок Робертао) и «Палмейрас» (по два раза выигрывавший [старый] Кубок Бразилии и Кубок Робертао, причём в 1967 году — оба турнира).

## Copa do Brasil
С ростом количества участников в Кубке Либертадорес появилась возможность выставлять большее количество представителей от Бразилии. В 1989 году было решено возродить Кубок страны, с новым форматом и даже названием (по-португальски) — Copa do Brasil.

## Финалы

### Taça Brasil
Результаты финальных матчей смотрите в статье Чемпионат Бразилии по футболу (Серия A)

### Copa do Brasil
Результаты финальных матчей (первым указан первый по дате проведения):
| Розыгрыш | Победитель          | Финалист            | Счёт                |
| -------- | ------------------- | ------------------- | ------------------- |
| 1989     | Гремио              | Спорт               | 0:0; 2:1            |
| 1990     | Фламенго            | Гояс                | 1:0; 0:0            |
| 1991     | Крисиума            | Гремио              | 1:1; 0:0            |
| 1992     | Интернасьонал       | Флуминенсе          | 1:2; 1:0            |
| 1993     | Крузейро            | Гремио              | 0:0; 2:1            |
| 1994     | Гремио              | Сеара               | 0:0; 1:0            |
| 1995     | Коринтианс          | Гремио              | 2:1; 1:0            |
| 1996     | Крузейро            | Палмейрас           | 1:1; 2:1            |
| 1997     | Гремио              | Фламенго            | 0:0; 2:2            |
| 1998     | Палмейрас           | Крузейро            | 0:1; 2:0            |
| 1999     | Жувентуде           | Ботафого            | 2:1; 0:0            |
| 2000     | Крузейро            | Сан-Паулу           | 0:0; 2:1            |
| 2001     | Гремио              | Коринтианс          | 2:2; 3:1            |
| 2002     | Коринтианс          | Бразильенсе         | 2:1; 1:1            |
| 2003     | Крузейро            | Фламенго            | 1:1; 3:1            |
| 2004     | Санту-Андре         | Фламенго            | 2:2; 2:0            |
| 2005     | Паулиста            | Флуминенсе          | 2:0; 0:0            |
| 2006     | Фламенго            | Васко да Гама       | 2:0; 1:0            |
| 2007     | Флуминенсе          | Фигейренсе          | 1:1; 1:0            |
| 2008     | Спорт               | Коринтианс          | 1:3; 2:0            |
| 2009     | Коринтианс          | Интернасьонал       | 2:0; 2:2            |
| 2010     | Сантос              | Витория             | 2:0; 1:2            |
| 2011     | Васко да Гама       | Коритиба            | 1:0; 2:3            |
| 2012     | Палмейрас           | Коритиба            | 2:0; 1:1            |
| 2013     | Фламенго            | Атлетико Паранаэнсе | 1:1; 2:0            |
| 2014     | Атлетико Минейро    | Крузейро            | 2:0; 1:0            |
| 2015     | Палмейрас           | Сантос              | 0:1; 2:1 (пен. 4:3) |
| 2016     | Гремио              | Атлетико Минейро    | 3:1; 1:1            |
| 2017     | Крузейро            | Фламенго            | 1:1; 0:0 (пен. 5:3) |
| 2018     | Крузейро            | Коринтианс          | 1:0; 2:1            |
| 2019     | Атлетико Паранаэнсе | Интернасьонал       | 1:0; 2:1            |
| 2020     | Палмейрас           | Гремио              | 1:0; 2:0            |
| 2021     | Атлетико Минейро    | Атлетико Паранаэнсе | 4:0; 2:1            |
| 2022     | Фламенго            | Коринтианс          | 0:0; 1:1 (пен. 6:5) |
| 2023     | Сан-Паулу           | Фламенго            | 1:0; 1:1            |

## Достижения клубов
| Клуб                             | Победитель | Годы                               | Финалист | Годы                   |
| -------------------------------- | ---------- | ---------------------------------- | -------- | ---------------------- |
| Крузейро (Белу-Оризонти)         | 6          | 1993, 1996, 2000, 2003, 2017, 2018 | 2        | 1998, 2014             |
| Гремио (Порту-Алегри)            | 5          | 1989, 1994, 1997, 2001, 2016       | 4        | 1991, 1993, 1995, 2020 |
| Палмейрас (Сан-Паулу)            | 4          | 1998, 2012, 2015, 2020             | 1        | 1996                   |
| Фламенго (Рио-де-Жанейро)        | 4          | 1990, 2006, 2013, 2022             | 4        | 1997, 2003, 2004, 2017 |
| Коринтианс (Сан-Паулу)           | 3          | 1995, 2002, 2009                   | 4        | 2001, 2008, 2018, 2022 |
| Атлетико Минейро (Белу-Оризонти) | 2          | 2014, 2021                         | 1        | 2016                   |
| Интернасьонал (Порту-Алегри)     | 1          | 1992                               | 2        | 2009, 2019             |
| Флуминенсе (Рио-де-Жанейро)      | 1          | 2007                               | 2        | 1992, 2005             |
| Спорт (Ресифи)                   | 1          | 2008                               | 1        | 1989                   |
| Сантос (Сантус)                  | 1          | 2010                               | 1        | 2015                   |
| Васко да Гама (Рио-де-Жанейро)   | 1          | 2011                               | 1        | 2006                   |
| Сан-Паулу (Сан-Паулу)            | 1          | 2023                               | 1        | 2000                   |
| Крисиума (Крисиума)              | 1          | 1991                               | -        | -                      |
| Жувентуде (Кашиас-ду-Сул)        | 1          | 1999                               | -        | -                      |
| Санту-Андре (Санту-Андре)        | 1          | 2004                               | -        | -                      |
| Паулиста (Жундиаи)               | 1          | 2005                               | -        | -                      |
| Атлетико Паранаэнсе (Куритиба)   | 1          | 2019                               | 2        | 2013, 2021             |
| Коритиба (Куритиба)              | -          | -                                  | 2        | 2011, 2012             |
| Гояс (Гояния)                    | -          | -                                  | 1        | 1990                   |
| Сеара (Форталеза)                | -          | -                                  | 1        | 1994                   |
| Ботафого (Рио-де-Жанейро)        | -          | -                                  | 1        | 1999                   |
| Бразильенсе (Бразилиа)           | -          | -                                  | 1        | 2002                   |
| Фигейренсе (Флорианополис)       | -          | -                                  | 1        | 2007                   |
| Витория (Салвадор)               | -          | -                                  | 1        | 2010                   |

## Факты
- Дважды, причём подряд (2004 и 2005), Кубок Бразилии выигрывали команды, выступавшие в Серии B — «Санту-Андре» и «Паулиста Жундиаи», соответственно.